# Domenica delle palme

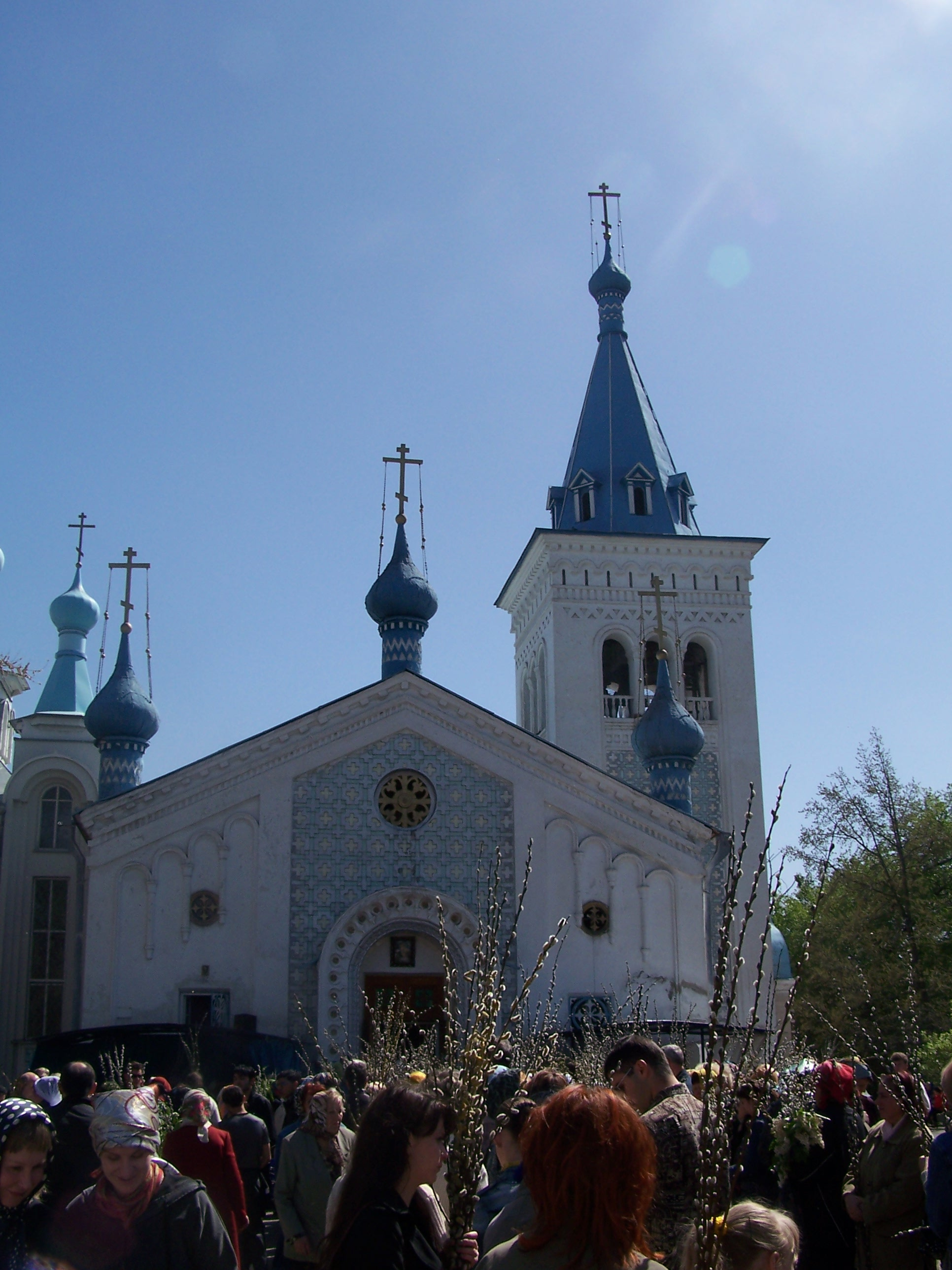
Celebrazione della Domenica delle palme presso una chiesa ortodossa di Biškek in Kirghizistan; le palme e gli olivi sono sostituiti da rami fioriti

Nel cristianesimo, la Domenica delle palme è la domenica che precede la Pasqua. In questo giorno si ricorda il trionfale Ingresso a Gerusalemme di Gesù, in sella a un asino e osannato dalla folla che lo salutava agitando rami di palma (Gv 12,12-15); la folla, radunata dalle voci dell'arrivo di Gesù, stese a terra i mantelli, mentre altri tagliavano rami dagli alberi intorno, e agitandoli festosamente gli rendevano onore.
La ricorrenza è osservata da cattolici, ortodossi e alcune Chiese protestanti. Nell'attuale calendario liturgico del rito romano essa è detta anche domenica De Passione Domini (della passione del Signore). Prima della riforma liturgica, invece, era detta domenica di passione la domenica precedente le Palme, per cui quest'ultima era detta anche "seconda domenica di passione".

## Celebrazione liturgica cattolica
Nel calendario liturgico cattolico, con la Domenica delle Palme ha inizio la Settimana santa ma non termina la Quaresima, che finirà solo con la celebrazione dell'ora nona del giovedì santo, giorno in cui, con la celebrazione vespertina si darà inizio al sacro triduo pasquale. Nel Codice delle Rubriche del Breviario e del Messale Romano del 1960, rimpiazzato dalle "Norme generali per l'ordinamento dell'Anno liturgico e del calendario" del 1969, si distingueva fra il Tempo quadragesimale (che terminava con la messa della Veglia pasquale esclusa), e il Tempo della Quaresima (che terminava una settimana prima della domenica delle Palme).
In ricordo dell'ingresso di Gesù in Gerusalemme, la liturgia della Domenica delle palme si svolge iniziando da un luogo al di fuori della chiesa dove si radunano i fedeli e il sacerdote benedice i rami di ulivo o di palma che sono portati dai fedeli, quindi si dà inizio alla processione fin dentro la chiesa. Qui giunti continua la celebrazione della messa con la lunga lettura del Passio, ossia del racconto della Passione di Gesù, tratta dai Vangeli di Marco, Luca o Matteo, a seconda dell'anno liturgico; prima della riforma liturgica si leggeva sempre il testo di Matteo. Il racconto della Passione viene letto da tre persone che rivestono la parte di Cristo (letta dal sacerdote), del cronista e del popolo (compresi alcuni personaggi).
In questa domenica il sacerdote, al contrario di tutte le altre di quaresima (tranne la quarta in cui può indossare paramenti rosa) è vestito di rosso.
Dal 1984 al 2020 in questa data si è celebrata anche la Giornata mondiale della gioventù, spostata da papa Francesco alla solennità di Cristo Re a partire dal 2021.

## Interpretazione dei rami di palma nella Bibbia

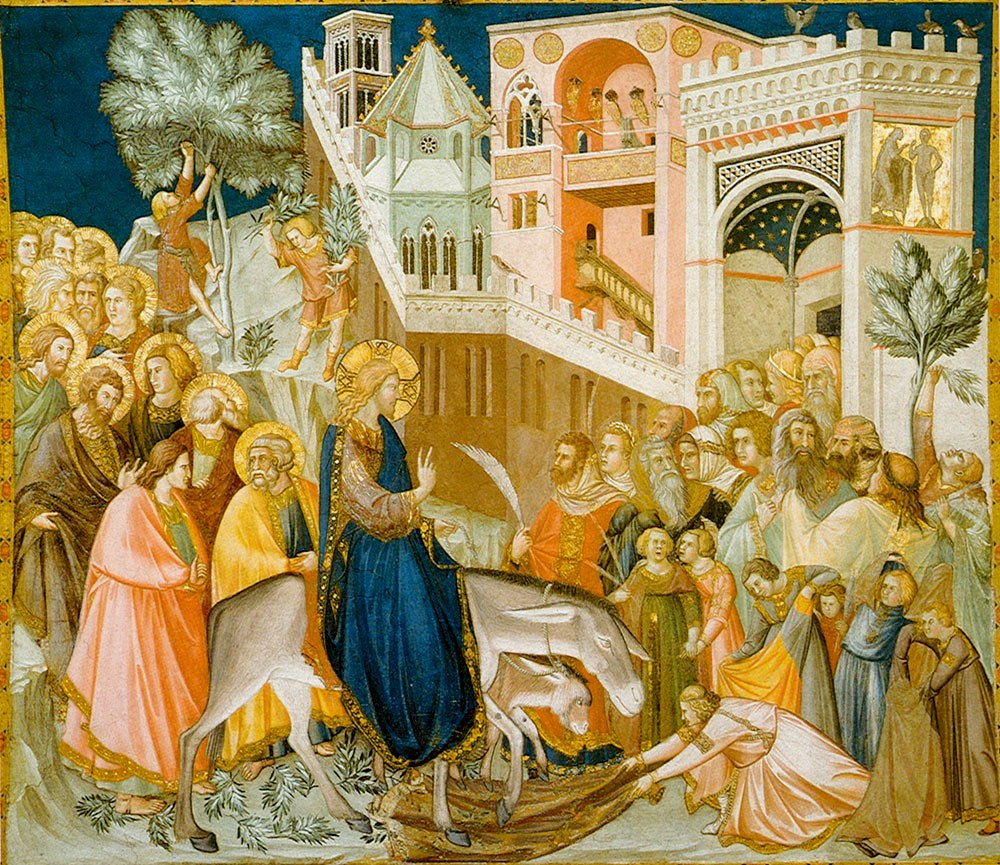
Gesù Cristo entra trionfante a Gerusalemme; affresco di Lorenzetti (1320, Basilica inferiore di San Francesco d'Assisi)

Secondo i Vangeli Gesù Cristo giunse a Gerusalemme su un asino, mentre molti dei festanti stendevano sulla strada i propri mantelli e rami di palma al suo passaggio, cantando i versi: Osanna al figlio di Davide!
Benedetto colui che viene nel nome del Signore.
Osanna nel più alto dei cieli.
Gesù Cristo invia due discepoli a prendere a prestito l'animale, dicendo loro di rispondere: «Il Signore ne ha bisogno, ma lo rimanderà qui subito». Gesù afferma la sua natura divina; e i due discepoli inviati, rispondendo come loro indicato, lo riconoscono Dio (Mc 11,3-4; Lc 19,31.34; Mt 21,3). La liturgia cattolica celebra l'evento cantando l'inno Osanna al figlio di Davide all'inizio della celebrazione.
L'ingresso di Gesù a Gerusalemme avviene esattamente una settimana prima della sua resurrezione dalla morte in croce.  L'evento è descritto nei tre sinottici; la Domenica delle Palme è uno dei pochi casi in cui il Vangelo secondo Giovanni è più "storico" dei sinottici ed è quello che fornisce l'elemento di datazione e di identificazione della folla (la stessa nei sette giorni):
Intanto la gran folla di Giudei venne a sapere che Gesù si trovava là, e accorse non solo per Gesù, ma anche per vedere Lazzaro che egli aveva risuscitato dai morti.. [..]

12 Il giorno seguente, la gran folla che era venuta per la festa, udito che Gesù veniva a Gerusalemme, 13 prese dei rami di palme e uscì incontro a lui gridando: Osanna!

Benedetto colui che viene nel nome del Signore, il re d'Israele!»
(Gv 12,1.9.12)
Sei giorni prima della Pasqua ebraica, la folla dei Giudei che si preparava ed era radunata per il pellegrinaggio settimanale ebraico del Pesach, accorre a Betania dove si trovano Gesù e Lazzaro resuscitato il Sabato. La Pasqua ebraica cade di sabato, e nell'uso ebraico i giorni si contano dalla sera del giorno precedente al tramonto del successivo. Il giorno seguente la folla vede Gesù mentre si dirige a Gerusalemme e decide di seguirlo.
Alcuni autori fanno notare che la Torah permetteva al sabato, giorno festivo, di spostarsi soltanto su brevi distanze.
I teologi cristiani ritengono che il significato simbolico sia illustrato in Zaccaria 9,9, citato dagli stessi vangeli sinottici, dove Gesù Cristo è profetizzato come il Re di Israele e il Principe della Pace universale, fra le genti di tutta la terra:
9 Esulta grandemente figlia di Sion, Esulta grandemente figlia di Sion,/ giubila, figlia di Gerusalemme!/ Ecco, a te viene il tuo re./ Egli è giusto e vittorioso,/ umile, cavalca un asino, un puledro figlio d'asina./ 10 Farà sparire i carri da Efraim/ e i cavalli da Gerusalemme,/ l'arco di guerra sarà spezzato,/ annunzierà la pace alle genti,/ il suo dominio sarà da mare a mare/ e dal fiume ai confini della terra./ 11 Quanto a te, per il sangue dell'alleanza con te,/ estrarrò i tuoi prigionieri dal pozzo senz'acqua.[...] Tendo Giuda come mio arco,/ Efraim come un arco teso;/ ecciterò i tuoi figli, Sion, contro i tuoi figli, Grecia,/ ti farò come spada di un eroe.»
(Zac 9,8-11)

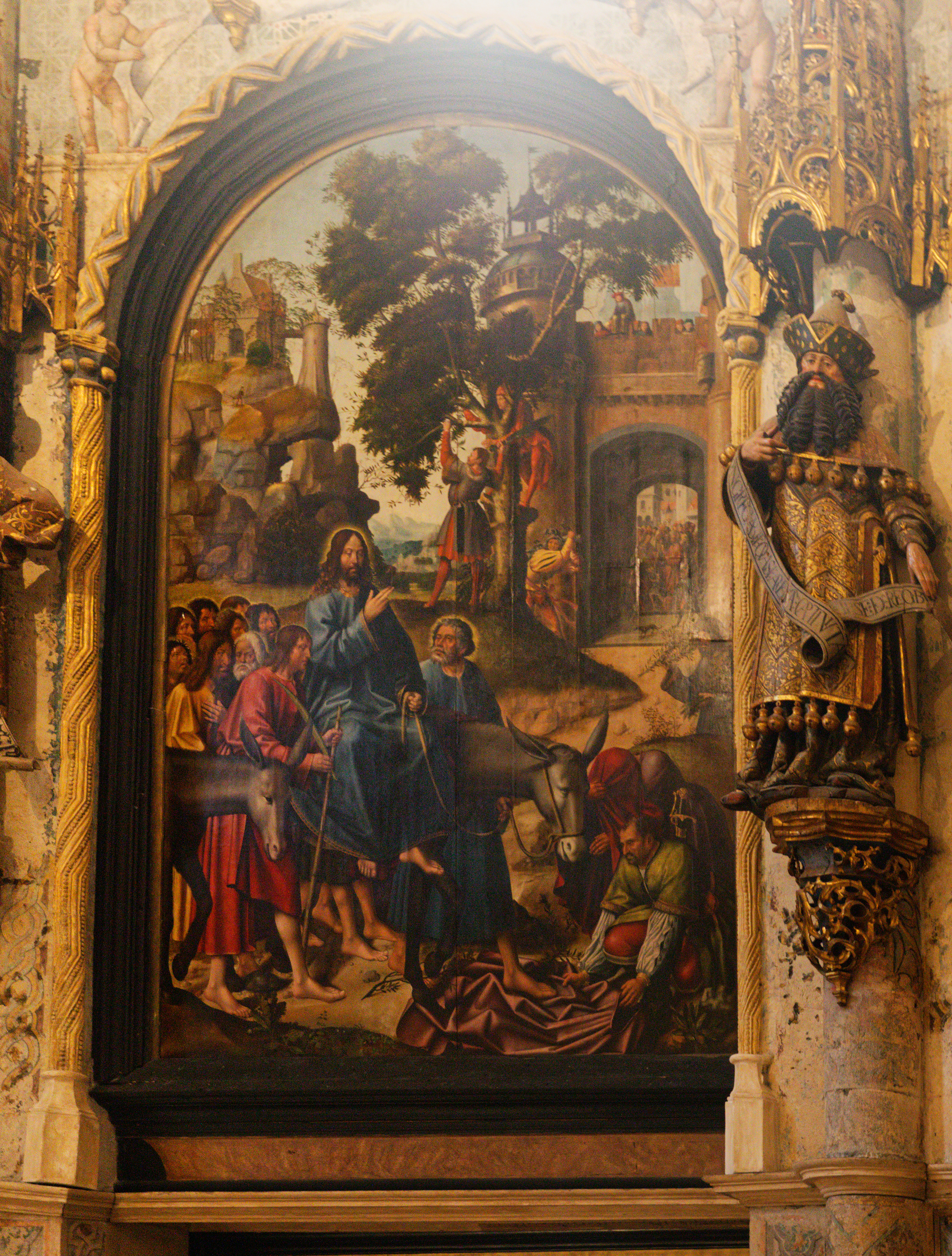
Ingresso di Gesù a Gerusalemme. Convento dell'Ordine di Cristo (XV secolo, Tomar in Portogallo)

Al significato storico si aggiunge l'elemento simbolico della scelta dell'asino e non del cavallo come animale da soma e da traino: dove l'asino nelle tradizioni e nella prassi militare dell'antico Oriente era un animale pacifico, mentre il cavallo era un animale da guerra (Ger 9,10). A ciò si aggiunge il basso prezzo conseguente dell'asino, coerente con le modeste possibilità economiche della Sacra Famiglia di Nazareth, e con la tradizione secolare del presepe e prima ancora orale e artistica, che ricordano l'infante divino partorito nella umile mangiatoia.
Pertanto, Gesù entra a Gerusalemme come il profetizzato Re di Israele e il Principe della Pace, come spiegato dalle parole Non sono venuto per giudicare il mondo, ma per salvarlo (Gv 12,47).
Nel Vangelo secondo Luca 19,41-44, mentre Gesù si avvicina a Gerusalemme, volge lo sguardo verso la Città santa e piange (un evento noto in latino come Flevit super illam), perché già consapevole della Passione che lo attendeva la settimana seguente, e della futura sofferenza di Gerusalemme dopo la caduta del Secondo Tempio. Il pianto non era motivabile con le circostanze liete del momento, quanto piuttosto come la predizione del tradimento di Giuda nell'Ultima Cena o del triplice rinnegamento di Pietro e poteva essere letto dai presenti o dai posteri col senno di poi non soltanto come un dono profetico, ma come la profezia del proprio futuro personale che non è conosciuto da nessuno degli apostoli e discepoli.

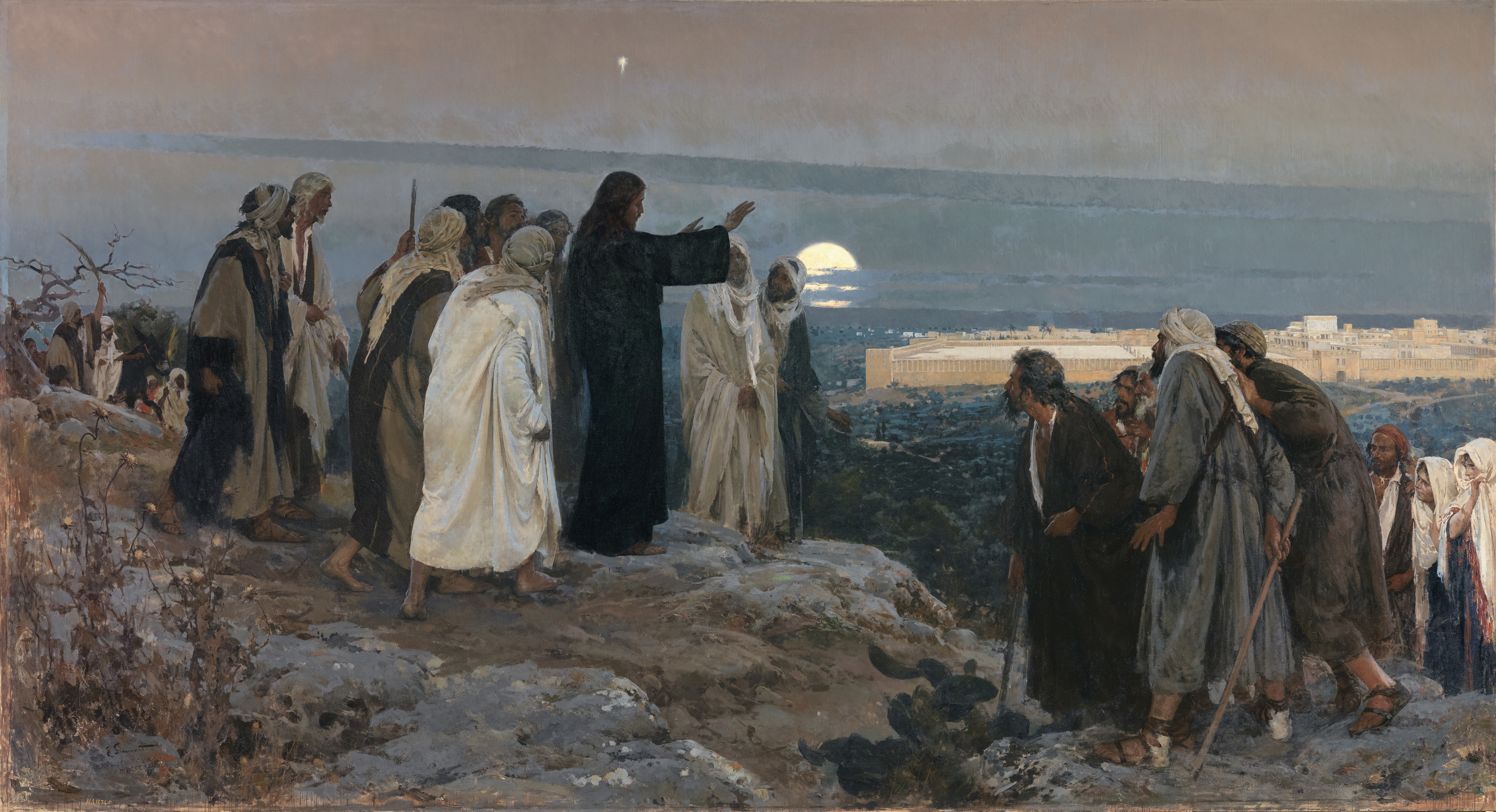
Flevit super illam (Pianse alla sua vista); di Enrique Simonet, 1892

In molte località dell'antico Vicino Oriente era consuetudine coprire la terra percorsa da qualcuno ritenuto degno del più alto onore.
La Bibbia ebraica (2Re 9,13) riporta che a Jehu, figlio di Giosafat, fu riservato questo trattamento. Sia i Vangeli sinottici che il Vangelo di Giovanni riferiscono che la gente diede a Gesù questa forma d'onore. Nei sinottici la gente è descritta mentre posa mantelli e rami tagliati lungo la via, mentre Giovanni specifica che si trattava di rami di Palma (in greco, Phoinix).
Nella tradizione ebraica, la palma è una delle "quattro specie" migliori frutti della terra portate in processione per la festività del Sukkot, settimana di gioia e ringraziamento prescritta da Dio secondo Levitico 23,40 dopo il raccolto di primavera.
Nelle zone in cui vi è scarsità o assenza di piante di palma native, i rami di palma sono sostituiti da rami di ulivo, in alcuni paesi tra cui l'Italia e la Spagna, oppure da fiori e foglie intrecciate (di salice o bosso, come nell'Europa settentrionale).
Nel vangelo secondo Giovanni: 12,12-15, si narra che la popolazione abbia usato solo rami di palma che, a detta di molti commentatori, sono simbolo di trionfo, acclamazione e regalità. Un'antica antifona gregoriana canta: «Pueri Hebraeorum portantes ramos olivarum obviaverunt Domino» ("I bambini degli Ebrei andarono incontro al Signore portando rami d'ulivo").
Nella cultura greca e dell'impero romano, il ramo di palma e di alloro erano segni di vittoria e trionfo quando il triumphator deponeva la sua armatura per indossare una toga ornata fra l'altro con rami di palma.. La palma era un attributo della divinità pagana greca Nike e del suo equivalente nel pantheon romano Vittoria.
Il Gesù Cristo trionfante a Gerusalemme delle Epistole di Paolo è rappresentato nell'arte soltanto a partire dal XIII secolo, mentre contestualmente la iconografia della Crocifissione nello stesso periodo evolve dal tipo del Christus triumphans a quello del Christus patiens.

## Tradizioni
Generalmente i fedeli portano a casa i rametti di ulivo e di palma benedetti, per conservarli quali simbolo di pace, scambiandone parte con parenti e persone amiche. In alcune regioni, si usa che il capofamiglia utilizzi un rametto, intinto nell'acqua benedetta durante la veglia pasquale, per benedire la tavola imbandita nel giorno di Pasqua.

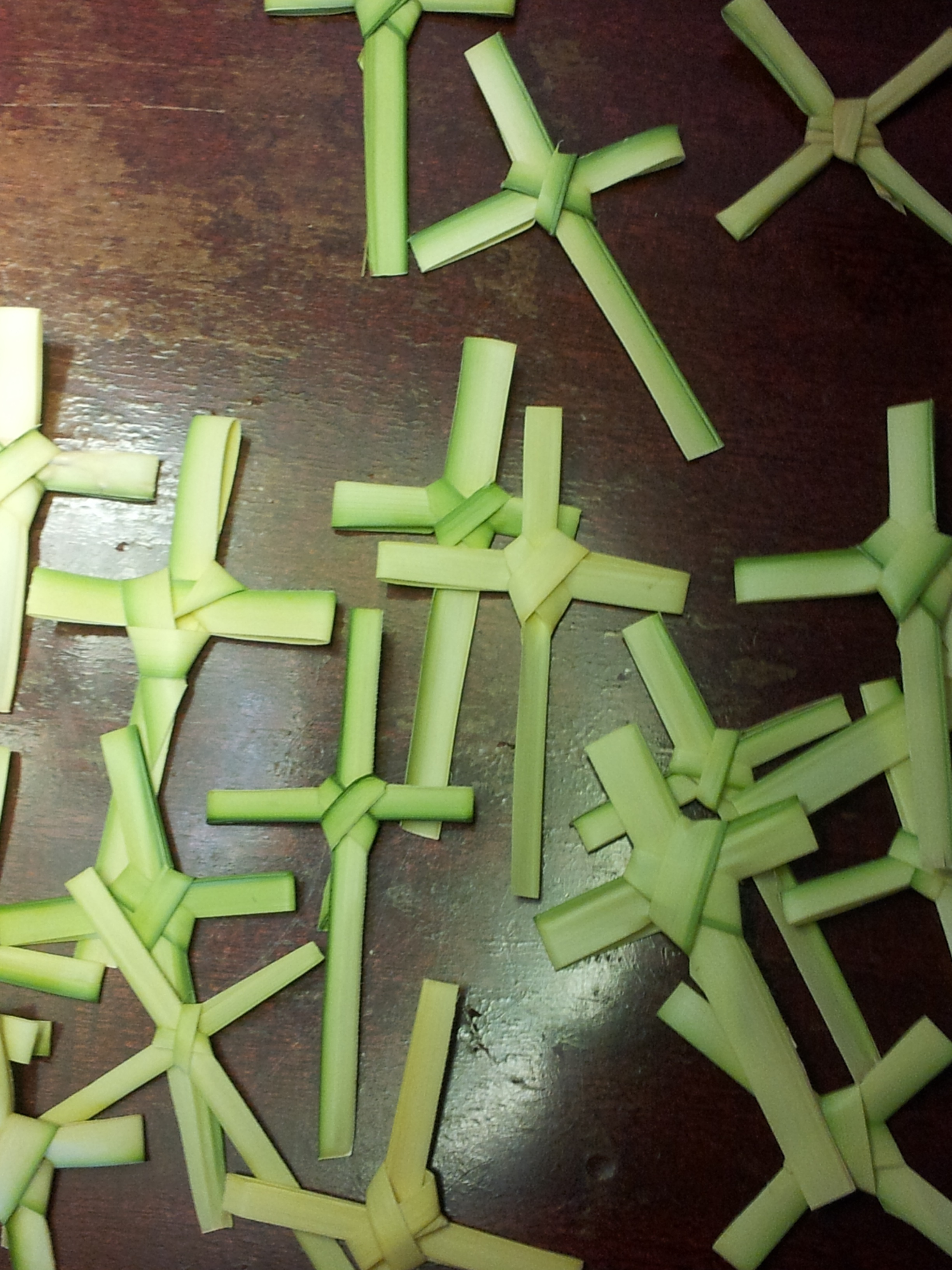
Croci cristiane formate con piccoli rami di palma intrecciati a mano, per esseri benedetti con acqua, durante la Messa della Domenica delle Palme

In molte zone d'Italia, con le foglie di palma intrecciate vengono realizzate piccole e grandi confezioni addobbate, tradizione molto forte in Sicilia e che si è estesa poi in tutta Italia (come i parmureli di Bordighera e Sanremo in Liguria), che vengono scambiate fra i fedeli in segno di pace. Queste palme intrecciate, in genere di colore giallo, sono vendute ai fedeli vicino alle chiese.
In penisola sorrentina, in provincia di Napoli, molto forte è la tradizione delle palme di confetti, piccole composizioni fatte di rametti in ferro decorate con fiori e confetti.
In Sardegna, come in altre parti del mondo che seguono simili tradizioni cattoliche (non limitate al solo territorio dell'odierna Italia), è usanza intrecciare le palme in figure complesse di abilità artigiana. La palma così decorata prende il nome di pramma pintada (termine che in lingua sarda significa palma dipinta, o palma decorata).

## Storia
Molti studiosi mettono in dubbio che Gesù fosse entrato a Gerusalemme nel modo trionfale descritto dai vangeli; il giorno della settimana in cui sarebbe avvenuto non è in ogni caso conosciuto, viste le discordanze tra i vangeli, e il giorno di domenica è stato scelto in base a tradizioni successive.
Si hanno notizie della benedizione delle palme a partire dal VII secolo, in concomitanza con la crescente importanza data alla processione. Questa è testimoniata a Gerusalemme dalla fine del IV secolo e quasi subito fu introdotta nella liturgia della Siria e dell'Egitto.
In Occidente questa domenica era riservata a cerimonie prebattesimali: il battesimo era infatti amministrato a Pasqua. All'inizio solenne della Settimana Santa, quindi, benedizione e processione delle palme entrarono in uso molto più tardi: dapprima in Gallia (secolo VII-VIII) dove Teodolfo d'Orléans compose l'inno “Gloria, laus et honor” e poi a Roma dalla fine dell'XI secolo.
Il primo raduno mondiale che ha originato le Giornate mondiali della gioventù si è svolto nel 1984 in occasione della Domenica delle palme al termine del Giubileo dei giovani.